# Diamond Jenness
Pour les articles homonymes, voir Jenness.
Diamond Jenness, né le 10 février 1886 en Nouvelle-Zélande et mort le 29 novembre 1969 au Québec, est un anthropologue canadien particulièrement connu pour ses études sur les Inuits du Canada.

## Carrière
Né dans une famille profondément religieuse, Diamond Jenness fait des études d'anthropologie à l'université de Nouvelle-Zélande puis à Oxford en Angleterre. Sa connaissance des terres néo-zélandaises et de la situation des Maoris influence une partie de ses analyses plus tard dans sa carrière. Il étudie un groupe d'aborigènes en Papouasie-Nouvelle-Guinée en 1911 et 1912, puis rejoint l'Expédition canadienne dans l'arctique sous la double direction de Vilhjalmur Stefansson et de Rudolph Martin Anderson. Dans le monde arctique, il se fait connaître notamment par ses études des Inuits du cuivre. Il est parfois qualifié de « père de l'archéologie eskimo ».
Entre 1920 et 1970, il publie plus de 100 ouvrages sur les Inuits et les autres peuples premiers du Canada. Parmi ses publications, certaines marquent considérablement sa carrière comme son rapport officiel appelé Life of the Copper Eskimos en 1922 ; son compte-rendu de deux ans passés auprès des Inuits du cuivre, The People of the Twilight (1928) ; ou encore son ouvrage majeur titré The Indians of Canada, publié en 1932 et sept fois réédité depuis. Il obtient également un beau succès en publiant en 1957 Dawn in Arctic Alaska, l'histoire de son séjour d'un an (en 1913-1914) parmi les Inupiat du nord de l'Alaska.
Pionnier de l'archéologie canadienne, Jenness prend en 1926 la tête du département d'anthropologie au musée national du Canada et conserve ce poste jusqu'à sa retraite en 1948. Il est aussi nommé en 1939 président de l'American Anthropological Association.

## Récompenses et distinctions
Diamond Jenness reçoit en 1962 la médaille Massey décernée par la Société géographique royale du Canada. En 1968, il est fait compagnon de l'ordre du Canada. Après sa mort, il est désigné en 1973 par le gouvernement canadien comme un personnage historique national. En 1978, son nom est officiellement attribué à une péninsule située sur la côte ouest de l'île Victoria.